# Região Geográfica Imediata de Parnaíba
A Região Geográfica Imediata de Parnaíba é uma das 19 regiões imediatas do estado brasileiro do Piauí, uma das 3 regiões imediatas que compõem a Região Geográfica Intermediária de Parnaíba e uma das 509 regiões imediatas no Brasil, criadas pelo IBGE em 2017. É composta de 11 municípios.. Todos eles estão inclusos no território piauiense da Planície Litorânea .